# 卡特丽娜·卡芙得奖与提名列表
卡特丽娜·卡芙是一个在印度宝莱坞工作的印度裔英国女演员。

## 奖项

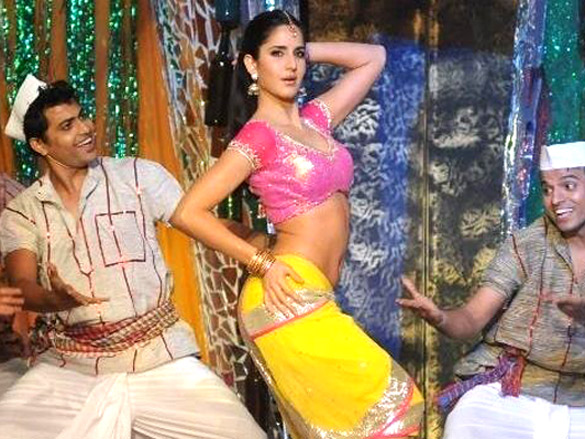
卡芙在屏幕奖的表演。

### 印度电影观众奖
- 2010年，最佳女演员奖，《纽约》（New York），提名。[2]
- 2012年，最佳女演员奖，《一不小心爱上你》（Mere Brother Ki Dulhan），提名。[3]

### 屏幕奖
- 2010年，屏幕奖，年度艺人，得奖。[4]
- 2011年，最佳女演员奖，《土地》和《传奇大盗》（Raajneeti and Tees Maar Khan），得奖。

### Zee Cine Awards
- 2005年，最有发展潜力奖，《印度教父》（Sarkar），得奖。
- 2008年，印度裔英国人演员奖，提名。
- 2011年，最佳女演员奖，《土地》（Raajneeti），得奖。
- 2012年，国际标志性女性人物奖，提名。

### 国际印度电影大奖颁奖礼
- 2008年，年度女歌手，得奖。
- 2008年，最佳女演员奖，《晚安伦敦》（Namastey London），提名。
- 2009年，最佳女演员奖，《辛格为王》（Singh Is Kinng），提名。
- 2011年，最佳女演员，《土地》（Raajneeti），提名。

### 星尘奖
- 2006年，最受欢迎奖，《一不小心爱上你》（Mere Brother Ki Dulhan），得奖。
- 2009年，年度之星，《辛格为王》（Singh Is Kinng），提名。
- 2009年，最佳女演员奖，《生死竞赛》（Race），提名。
- 2010年，最佳女演员奖，《纽约》和《古怪小子的神奇故事》（ New York and Ajab Prem Ki Ghazab Kahani），得奖。[5]
- 2010年，年度之星，纽约》和《古怪小子的神奇故事》（ New York and Ajab Prem Ki Ghazab Kahani），提名。[6]

### 阿帕萨拉电影电视工会奖
- 2009年，最佳女演员，《生死竞赛》（Race），提名。
- 2011年，《印度斯坦时报》读者选择的年度艺人奖，得奖。[7]